# Moses Malone
Moses Eugene Malone (Petersburg, 1955. március 23. – Norfolk, 2015. szeptember 13.) amerikai kosárlabdázó, aki az American Basketball Associationben (ABA) és a National Basketball Associationben (NBA) játszott, 1974 és 1995 között. Center volt, háromszor nyerte el az NBA Most Valuable Player díjat, egyszer a Döntő MVP díjat, 12-szer volt All Star és nyolcszor választották be All-NBA csapatokba. 1983-ban bajnok lett a Philadelphia 76ers csapatával. 2001-ben beiktatták a Naismith Memorial Basketball Hall of Fame-be.
1974-ben a Utah Stars választotta az ABA-draft harmadik körében. Első szezonjában All Star lett, két szezont játszott a ligában, mielőtt az egyesült az NBA-vel. Az első csapata itt a Buffalo Braves, akik két mérkőzés után a Houston Rockets csapatába küldték. Itt hat év alatt ötször All Star lett. 1979-ben először lett MVP. 1981-ben a döntőbe vezette a Rockets-ot, majd 1982-ben ismét MVP lett. A következő szezonban csatlakozott a Philadelphia 76ers-höz, mind a négy szezonjában All Star volt, mint a két szezonjában a Washington Bullets csapatával. A következő szezonra aláírt az Atlanta Hawksszal, ahol elnyerte sorozatban 12. és egyben utolsó All Star szereplését. Utolsó éveiben a Milwaukee Bucks, a 76ers és a San Antonio Spurs csapatait erősítette.
Hatszor is neki volt a legtöbb lepattanója a ligában, sorozatban ötször 1980 és 1985 között. Malone kilencedik a legtöbb szerzett pont (29,580) és harmadik a legtöbb lepattanó (17,834) listán. Beválasztották minden idők legjobb ABA-csapatába és az NBA 50. évfordulós csapatába.

## Korai évek
Malone Petersburgban (Virginia) született. Nincsenek testvérei, főleg anyja, Mary nevelte fel, aki ötödik osztály után abbahagyta az iskolát. Mikor Malone két éves volt, Mary elküldte férjét az otthonukból, alkoholizmusa miatt. Malone apja Texasba költözött.
Malone szülővárosában járt középiskolába, ahol a Crimson Wave csapatában játszott. Utolsó két szezonjában veretlen volt a csapat, kétszeres állami bajnokok lettek, 50 sorozatban megnyert mérkőzéssel. A Marylandi Egyetemen játszott Lefty Driesell alatt.

## Statisztikák

### ABA

#### Alapszakasz
| Év       | Csapat               | JM  | KM | JP/M | MG%  | 3P%  | BD%  | LP/M | G/P | L/P | B/M | P/M  |
| -------- | -------------------- | --- | -- | ---- | ---- | ---- | ---- | ---- | --- | --- | --- | ---- |
| 1974–75  | Utah Stars           | 83  | —  | 38.6 | .571 | .000 | .635 | 14.6 | 1.0 | 1.0 | 1.5 | 18.8 |
| 1975–76  | Spirits of St. Louis | 43  | —  | 27.2 | .512 | .000 | .612 | 9.6  | 1.3 | 0.6 | 0.7 | 14.3 |
| Karrier: | Karrier:             | 126 | —  | 32.9 | .541 | .000 | .623 | 12.1 | 1.2 | 0.8 | 1.1 | 16.6 |

#### Rájátszás
| Év   | Csapat     | JM | KM | JP/M | MG%  | 3P% | BD%  | LP/M | G/P | L/P | B/M | P/M  |
| ---- | ---------- | -- | -- | ---- | ---- | --- | ---- | ---- | --- | --- | --- | ---- |
| 1975 | Utah Stars | 6  | —  | 39.2 | .638 | —   | .667 | 17.5 | 1.5 | .0  | 1.5 | 22.7 |

### NBA

#### Alapszakasz
| Év       | Csapat             | JM   | KM  | JP/M  | MG%  | 3P%  | BD%  | LP/M  | G/P | L/P | B/M | P/M  |
| -------- | ------------------ | ---- | --- | ----- | ---- | ---- | ---- | ----- | --- | --- | --- | ---- |
| 1976–77  | Buffalo Braves     | 2    | —   | 3.0   | —    | —    | —    | .5    | .0  | .0  | .0  | .0   |
| 1976–77  | Houston Rockets    | 80   | —   | 31.3  | .480 | —    | .693 | 13.4  | 1.1 | .8  | 2.3 | 13.5 |
| 1977–78  | Houston Rockets    | 59   | —   | 35.7  | .499 | —    | .718 | 15.0  | .5  | .8  | 1.3 | 19.4 |
| 1978–79  | Houston Rockets    | 82*  | —   | 41.3* | .540 | —    | .739 | 17.6* | 1.8 | 1.0 | 1.5 | 24.8 |
| 1979–80  | Houston Rockets    | 82*  | —   | 38.3  | .502 | .000 | .719 | 14.5  | 1.8 | 1.0 | 1.3 | 25.8 |
| 1980–81  | Houston Rockets    | 80   | —   | 40.6  | .522 | .333 | .757 | 14.8* | 1.8 | 1.0 | 1.9 | 27.8 |
| 1981–82  | Houston Rockets    | 81   | 81  | 42.0* | .519 | .000 | .762 | 14.7* | 1.8 | .9  | 1.5 | 31.1 |
| 1982–83† | Philadelphia 76ers | 78   | 78  | 37.5  | .501 | .000 | .761 | 15.3* | 1.3 | 1.1 | 2.0 | 24.5 |
| 1983–84  | Philadelphia 76ers | 71   | 71  | 36.8  | .483 | .000 | .750 | 13.4* | 1.4 | 1.0 | 1.5 | 22.7 |
| 1984–85  | Philadelphia 76ers | 79   | 79  | 37.4  | .469 | .000 | .815 | 13.1* | 1.6 | .8  | 1.6 | 24.6 |
| 1985–86  | Philadelphia 76ers | 74   | 74  | 36.6  | .458 | .000 | .787 | 11.8  | 1.2 | .9  | 1.0 | 23.8 |
| 1986–87  | Washington Bullets | 73   | 70  | 34.1  | .454 | .000 | .824 | 11.3  | 1.6 | .8  | 1.3 | 24.1 |
| 1987–88  | Washington Bullets | 79   | 78  | 34.1  | .487 | .286 | .788 | 11.2  | 1.4 | .7  | .9  | 20.3 |
| 1988–89  | Atlanta Hawks      | 81   | 80  | 35.5  | .491 | .000 | .789 | 11.8  | 1.4 | 1.0 | 1.2 | 20.2 |
| 1989–90  | Atlanta Hawks      | 81   | 81  | 33.8  | .480 | .111 | .781 | 10.0  | 1.6 | .6  | 1.0 | 18.9 |
| 1990–91  | Atlanta Hawks      | 82*  | 15  | 23.3  | .468 | .000 | .831 | 8.1   | .8  | .4  | .9  | 10.6 |
| 1991–92  | Milwaukee Bucks    | 82   | 77  | 30.6  | .474 | .375 | .786 | 9.1   | 1.1 | .9  | .8  | 15.6 |
| 1992–93  | Milwaukee Bucks    | 11   | 0   | 9.5   | .310 | —    | .774 | 4.2   | .6  | .1  | .7  | 4.5  |
| 1993–94  | Philadelphia 76ers | 55   | 0   | 11.2  | .440 | .000 | .769 | 4.1   | .6  | .2  | .3  | 5.3  |
| 1994–95  | San Antonio Spurs  | 17   | 0   | 8.8   | .371 | .500 | .688 | 2.7   | .4  | .1  | .2  | 2.9  |
| Karrier: | Karrier:           | 1329 | 784 | 30.7  | .470 | .107 | .764 | 10.8  | 1.2 | .7  | 1.2 | 18.0 |

#### Rájátszás
| Év       | Csapat             | JM | KM | JP/M | MG%  | 3P%   | BD%  | LP/M | G/P | L/P | B/M | P/M  |
| -------- | ------------------ | -- | -- | ---- | ---- | ----- | ---- | ---- | --- | --- | --- | ---- |
| 1977     | Houston Rockets    | 12 | —  | 43.2 | .500 | —     | .692 | 16.9 | .6  | 1.1 | 1.8 | 18.8 |
| 1979     | Houston Rockets    | 2  | —  | 39.0 | .528 | —     | .722 | 20.5 | 1.0 | .5  | 4.0 | 24.5 |
| 1980     | Houston Rockets    | 7  | —  | 39.3 | .536 | .000  | .767 | 13.9 | 1.0 | .6  | 2.3 | 25.9 |
| 1981     | Houston Rockets    | 21 | —  | 45.5 | .479 | .000  | .712 | 14.5 | 1.7 | .6  | 1.6 | 26.8 |
| 1982     | Houston Rockets    | 3  | —  | 45.3 | .433 | —     | .933 | 17.0 | 3.3 | .7  | .7  | 24.0 |
| 1983†    | Philadelphia 76ers | 13 | —  | 40.3 | .536 | .000  | .717 | 15.8 | 1.5 | 1.5 | 1.9 | 26.0 |
| 1984     | Philadelphia 76ers | 5  | —  | 42.4 | .458 | —     | .969 | 13.8 | 1.4 | .6  | 2.2 | 21.4 |
| 1985     | Philadelphia 76ers | 13 | 13 | 38.8 | .425 | .000  | .796 | 10.6 | 1.8 | 1.3 | 1.7 | 20.2 |
| 1987     | Washington Bullets | 3  | 3  | 38.0 | .447 | —     | .952 | 12.7 | 1.7 | .0  | 1.0 | 20.7 |
| 1988     | Washington Bullets | 5  | 5  | 39.6 | .462 | .000  | .825 | 11.2 | 1.4 | .6  | .8  | 18.6 |
| 1989     | Atlanta Hawks      | 5  | 5  | 39.4 | .500 | 1.000 | .784 | 12.0 | 1.8 | 1.4 | .8  | 21.0 |
| 1991     | Atlanta Hawks      | 5  | 0  | 16.8 | .200 | —     | .929 | 6.2  | .6  | .4  | .2  | 4.2  |
| Karrier: | Karrier:           | 94 | 26 | 89.0 | .458 | .166  | .816 | 13.8 | 1.5 | .8  | 1.6 | 21.0 |

## Díjak

### NBA
- NBA-bajnok (1983)
- NBA-döntő MVP (1983)
- 3× NBA Most Valuable Player (1979, 1982, 1983)
- 12× NBA All Star (1978–1989)
- 4× All-NBA Első csapat (1979, 1982, 1983, 1985)
- 4× All-NBA Második csapat (1980, 1981, 1984, 1987)
- NBA All-Defensive Első csapat (1983)
- NBA All-Defensive Második csapat (1979)
- 6× NBA legtöbb lepattanó (1979, 1981–1985)
- NBA 50. évforduló csapat

### ABA
- ABA All Star (1975)
- ABA Első újonc csapat (1975)
- ABA Minden idők legjobb csapata

### Középiskola, egyetem
- Az év nemzeti középiskolás játékosa (1974)
- Parade All-American Első csapat (1974)
- Parade All-American Negyedik csapat (1973)

### Visszavonultatott mezszámok
- Philadelphia 76ers – 2
- Houston Rockets – 24

## Magánélete
Malone és feleségének, Alfreda Gill-nek két gyermeke született, Moses Eugene Jr. és Michael Malone. Alfreda 1991 szeptemberében elkezdte a válási folyamatokat, azzal az indokkal, hogy férje bántalmazza és megcsalta. Malone tagadta a vádakat, hogy bántalmazná feleségét vagy fenyegette volna életét. A válást 1992 októberében hagyták jóvá.
1993 januárjában Malone-t letartóztatták Galvestonban (Texas), volt feleségének házában. Alfreda elmondása szerint Malone titokban követte, illegálisan lépett be házába, kárt okozott otthonában és fenyegette életét. Malone lehelyezte az óvadékot és elengedték.
Malone kapcsolatban volt Leah Nash-sel, akivel nem házasodtak össze és nem is éltek együtt. Egy fiuk van, Micah Francois Malone, aki Malone halálának idején hat éves volt.

## Halála
Malone álmában hunyt el, 60 éves korában, 2015. szeptember 13-án egy norfolki hotelben. Aznap egy jótékonysági golf tornán szerepelt volna és szobájában találták meg, miután nem jelent meg a reggelinél és nem vette fel telefonját. A halál okát szívbetegségként jelölték meg. Korábban voltak már szívproblémái, halálának idején szívritmus monitort hordott.
Houstonban van eltemetve a Memorial Oaks Temetőben.